# یواس‌اس ادیر (ای‌پی‌ای-۹۱)
یواس‌اس ادیر (ای‌پی‌ای-۹۱) (به انگلیسی: USS Adair (APA-91)) یک کشتی بود که طول آن 473 ft 11 in بود. این کشتی در سال ۱۹۴۴ ساخته شد.